# Lecythion thalassemae
Lecythion thalassemae is een soort in de taxonomische indeling van de Myzozoa, een stam van microscopische parasitaire dieren. Het organisme komt uit het geslacht Lecythion en behoort tot de familie Lecudinidae. Lecythion thalassemae werd in 1931 ontdekt door Mackinnon & Ray.